# 米洛什·武亚尼奇
米洛什·武亚尼奇（1980年11月13日—），塞尔维亚男子篮球运动员。他曾代表南联盟参加2002年国际篮联世界锦标赛。他也曾出战2004年夏季奥林匹克运动会。